# Hypalon
Hypalon (chem. chlorsulfoniertes Polyethylen, Kurzz. CSM) ist ein eingetragenes Warenzeichen von DuPont Performance Elastomers für ein hochwertiges, extrem widerstandsfähiges Elastomer. Es ist UV-, temperatur- und alterungsbeständig sowie reißfest, jedoch nicht gasdicht. Damit ist es wetterfest und für den Außeneinsatz geeignet und auch für die Außenlagen von mehrlagigen Schläuchen.
Hypalon wird als Trivialname für CSM verwendet, obwohl DuPont nicht der einzige Hersteller von CSMs ist. Das japanische Unternehmen Tosoh bietet CSM unter den Bezeichnungen Toso-CSM und extos an.
Auf Grund geringer Nachfrage stellte DuPont die Hypalon-Produktion 2010 ein.

## Verarbeitung
CSM wird zur Erzielung optimaler Eigenschaften mit Metalloxiden wie Magnesiumoxid, Blei(II)-oxid oder Zinkoxid vulkanisiert, wobei die Chloride der Metalle entstehen. Hierbei werden zwischen den Polymerketten Brücken aus den Metallionen und Sauerstoffatomen gebildet.

## Einsatz

### Architektur und Ingenieurbau

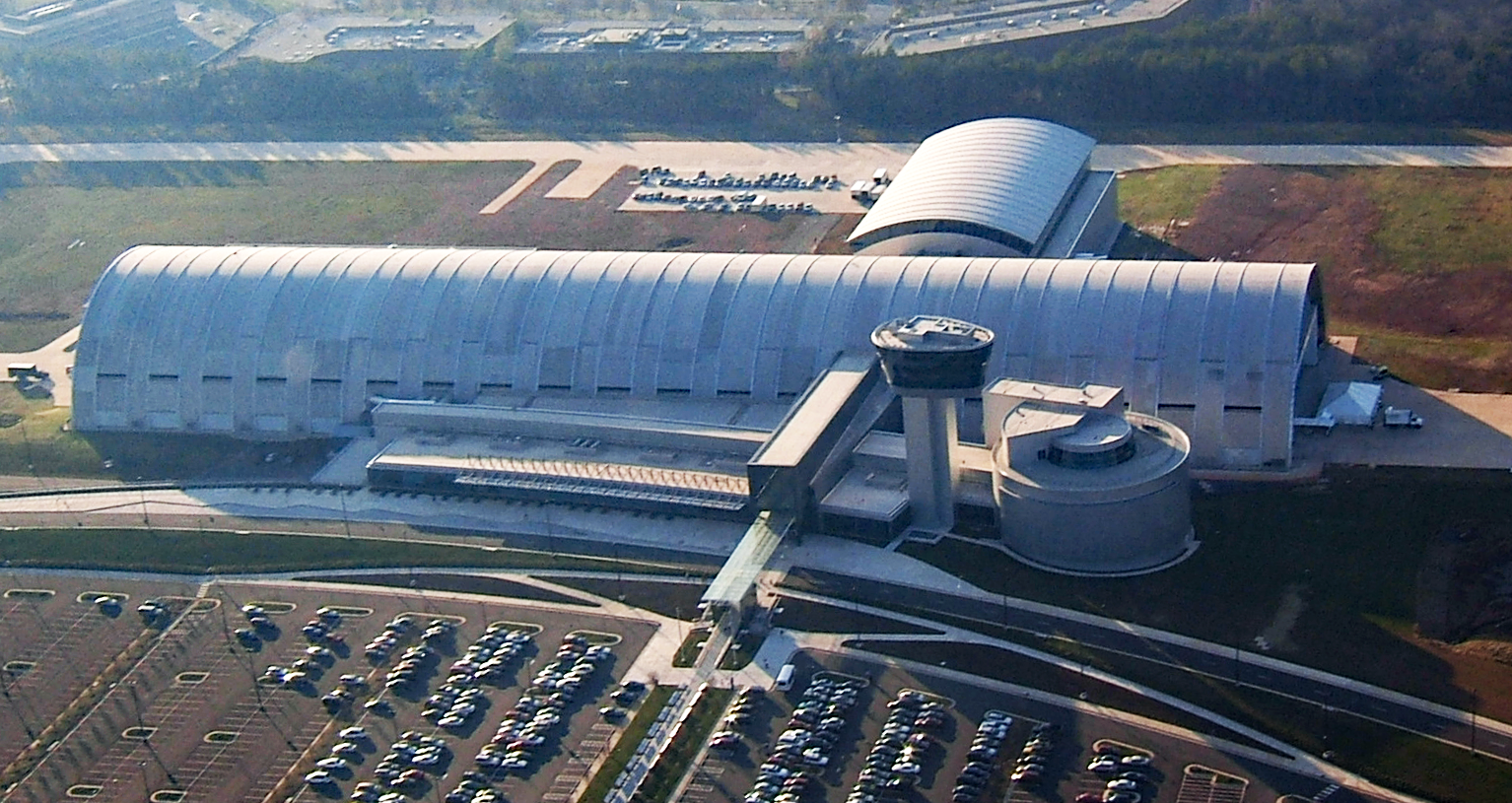
Halle mit Hypalon-Bedachung: Steven F. Udvar-Házy Center

Aus Hypalon werden Planen und Folien hergestellt, die in Wasserreservoirs sowohl für die wasserdichte Verkleidung des Beckens als auch als schwimmende Membrane, die als Verdunstungshemmschicht dient, verwendet werden. Hypalon dient auch als leichtes Bedachungsmaterial für Hallen. Ein Beispiel für eine solche Bedachung ist die Steven F. Udvar-Házy Halle des National Air and Space Museum.

### Freizeitbereich
Im Wassersport wird es in Form eines Anstrichs als Korrosionsschutzschicht für Festrumpfboote benutzt. In Verbindung mit einem Trägergewebe wird Hypalon von Continental zu technischen Stoffen verarbeitet, die für den Bau von Falt- und Schlauchbooten (z. B. Modell Zephyr von DSB, Boote von Klepper und Gugel) und Rettungsinseln verwendet werden. Zusätzlich wird Hypalon im Freizeitbereich für Rucksäcke und zusammen mit Neopren zur Herstellung von Neopren-Anzügen verwendet. Auch Projektionsleinwände werden aus CSM gefertigt.

### Industrie

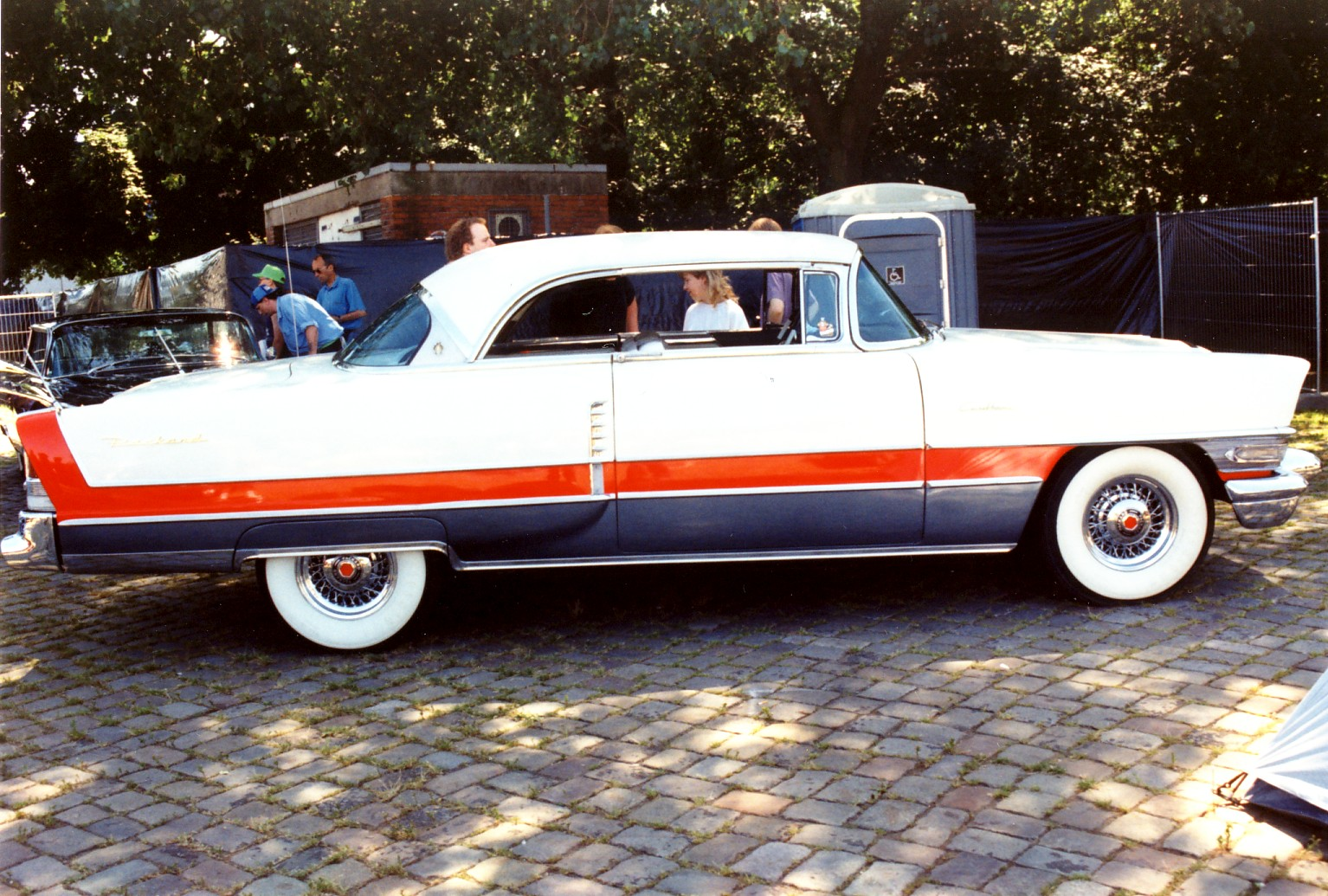
Packard Caribbean Hardtop von 1956. Das feste Metalldach war serienmäßig mit weißem Hypalon bezogen.

In der Industrie wird Hypalon vielseitig eingesetzt. Da Hypalon im nassen Zustand griffig und rutschfest bleibt, werden daraus Messergriffe hergestellt. Es wird als Isoliermaterial für elektrizitätsführende Kabel mit der DIN/VDE Bezeichnung 6G eingesetzt. Da insbesondere durch die Verbrennung des Materials besonders toxische Gase entstehen und problematische Bleiverbindungen, die als Additive Verwendung finden, frei werden, wurde die Produktion und der Einsatz des Kunststoffs jedoch nachhaltig reduziert.